# Chile nos Jogos Olímpicos de Verão de 1952
O Chile participou dos Jogos Olímpicos de Verão de 1952 na cidade de Helsinque, na Finlândia.

## Medalhistas

### Prata
- Ricardo Echeverria, Oscar Cristi-Gallo e César Mendoza — Hipismo, Salto por equipe
- Oscar Cristi-Gallo — Hipismo, Salto individual